# 32296 Aninsayana
32296 Aninsayana è un asteroide della fascia principale. Scoperto nel 2000, presenta un'orbita caratterizzata da un semiasse maggiore pari a 3,0954283 UA e da un'eccentricità di 0,0574562, inclinata di 1,84082° rispetto all'eclittica.